# حقل نفط أم الشيف
حقل أم الشيف لاستخراج النفط في الامارات العربية المتحدة في في أبو ظبي . تم اكتشافه عام 1958 وتم تطويره من قبل شركة أبوظبي للمناطق البحرية المحدودة، وهي مشروع مشترك بين شركة البترول البريطانية وشركة البترول الفرنسية (لاحقًا توتال). ويتم حالياً تشغيل حقل النفط وامتلاكه من قبل شركة بترول أبوظبي الوطنية . ويبلغ إجمالي الاحتياطيات المؤكدة لحقل أم الشيف النفطي نحو 3.9 مليار برميل (550× 106 طن)، ويركز الإنتاج على 300,000 برميل لكل يوم (48,000 م3/ي). وبعد 4 سنوات من اكتشافه في عام 1958، خرجت أولى شحنات النفط الخام، المنتَج في حقل أم الشيف البحري عام 1962.

## اكتشافه
في عام 1958، تم اكتشاف كميات كبيرة من النفط في حقل أم الشيف البحري بالإمارات على يد البريطانيين، مما مهّد الطريق أمام الدولة للاستثمار في قطاع النفط. هذا الاكتشاف جاء بعد دراسات جيولوجية أدت إلى تفاوض البريطانيين مع إمارة أبوظبي للحصول على امتيازات التنقيب. تُشرف شركة بترول أبوظبي الوطنية "أدنوك" حاليًا على تطوير الحقل لتعزيز العوائد الاقتصادية، حيث يُنقل النفط من حقل أم الشيف وحقل زكم السفلي إلى جزيرة داس للمعالجة قبل التخزين أو التصدير.

## التطوير
عام 2022 أعلنت شركة بترول أبوظبي الوطنية "أدنوك" عن استثمار قدره 3.47 مليار درهم إماراتي (946 مليون دولار أميركي) في مشروع لتطوير حقل أم الشيف بهدف تحسين كفاءته والحفاظ على قدرته الإنتاجية. منحت شركة أدنوك عقد تنفيذ المشروع لشركة "الإنشاءات البترولية الوطنية" بعد عملية مناقصة دقيقة، وتشمل مهام العقد أعمال الهندسة، والمشتريات، والتصنيع، والتركيب، والتشغيل.
استعاد حقل أم الشيف النفطي التقليدي 54% من إجمالي احتياطياته القابلة للاستخراج، ومن المتوقع أن يصل الإنتاج إلى ذروته في عام 2039. وبناءً على الافتراضات الاقتصادية، سيستمر الإنتاج حتى يصل الحقل إلى حده الاقتصادي في عام 2059. ويمثل الحقل حالياً ما يقرب من 5% من الإنتاج اليومي للبلاد.